# Жеваго, Константин Валентинович
Константи́н Валенти́нович Жева́го (укр. Костянтин Валентинович Жеваго; род. 7 января 1974, посёлок Иультин, Чукотский автономный округ, Магаданская область, РСФСР) — украинский экономист и политик, меценат, миллиардер. 
Народный депутат Украины III, IV, V, VI, VII та VIII созывов, исполнительный директор Ferrexpo в 2008-2019 рр., бенефициар банка «Финансы и Кредит». 
По оценке «Forbes» в 2015 году занимал 9-е место в рейтинге самых богатых людей Украины с состоянием $0,735 млрд, в 2017 году — 4-е место с состоянием $ 1,2 млрд. Контролирует группу «Финансы и Кредит» — одну из крупнейших ФПГ Украины. Почётный президент ФК «Ворскла».

## Биография
Родился в посёлке Иультин (Чукотский АО, РСФСР) в семье горного инженера. Детство провёл в городе Днепрорудное (Запорожская область, Украина).

### Образование
Окончил школу с золотой медалью. С 1991 до 1996 года учился на факультете «Учет и анализ внешнеэкономической деятельности» в Киевском экономическом университете (ныне Киевский национальный экономический университет имени Вадима Гетьмана) по специальности экономист-международник, магистр экономики.
В 2003 году защитил кандидатскую диссертацию «Международные инвестиции и эффективное экономическое развитие» в Киевском государственном экономическом университете.

### Семья
Отец — Валентин Александрович, мать — Раиса Максимовна. Женат. Жена Алина Владимировна — преподавательница международной экономики в Национальном экономическом университете, кандидат экономических наук. Воспитывают сына Ивана и дочь Софию.

### Бизнес
C 1993 по 1996 гг. начал карьеру в должности финансового директора ЗАО «Финансы и Кредит».
В 1996—1998 годах — председатель правления ЗАО «Финансы и Кредит»; заместитель главы совета ОАО «Полтавский горно-обогатительный комбинат»; член наблюдательного совета ОАО «Укрнафта».
Отмечали, что своим положением он обязан Александру Волкову: «По сути Волков вверил способному менеджеру управление всеми активами своего детища — киевской ФПГ „Финансы и Кредит“».
Константин Жеваго, 34-летний инвестор, стал первым на Украине и в России, кто вывел одну из своих компаний «Феррэкспо» (Ferrexpo) на основную площадку Лондонской фондовой биржи. Осенью 2007-го Ferrexpo plc была включена в индекс FTSE 250 — индекс Лондонской фондовой биржи на основании котировок акций 250-ти крупнейших компаний.
В марте 2012 Константин Жеваго признан журналом Forbes самым молодым миллиардером в Европе, который сделал своё состояние ($1.8 млрд) сам. Его банк «Финансы и Кредит» входил в TOP-10 крупнейших украинских банков с сотнями филиалов по Украине. 
1 ноября 2018 года были введены российские санкции против 322 граждан Украины, включая Константина Жеваго. 
В рейтинге журнала НВ «топ-100 самых богатых украинцев», опубликованном в октябре 2019 года, состояние Жеваго оценено в $744 млн (рост на 30% по сравнению с 2018 годом); 9 место рейтинга.
В 2022 году по данным украинского журнала Forbes Константин Жеваго вошел в ТОП-5 самых богатых людей Украины. 
Контролирует развитые и успешные предприятия в горнорудной и металлургической отраслях, судостроении и машиностроении, в производстве большегрузных автомобилей, фармакологии и пищепроме на Украине, а также в странах Западной Европы и Средней Азии. Владеет футбольной командой Премьер-лиги Украины «Ворскла».
После начала российского вторжения уехал из Украины.

### Политическая деятельность
Был избран в Верховную Раду Украины в возрасте 24 лет, с 12 мая 1998 до 14 мая 2002 был народным депутатом III созыва от избирательного округа № 149 Полтавской области. Член Комитета по вопросам экономической политики, управления народным хозяйством, собственности и инвестиций. Был членом фракции НДП, группы «Возрождение регионов», фракции ПРП «Реформы-конгресс» и группы «Солидарность».  
С 14 мая 2002 до 25 мая 2006 — народный депутат Украины 4-го созыва от избирательного округа № 150 Полтавской области. Член Комитета по вопросам правовой политики, член Постоянной делегации Верховной Рады Украины в Парламентской ассамблее Совета Европы. Был членом группы «Европейский выбор», фракции «Регионы Украины» и «Реформы и порядок».  
С 25 мая 2006 до 23 ноября 2007 — народный депутат Украины V созыва от «Блока Тимошенко», № 62 в списке. Член Комитета по вопросам правовой политики.  
С 23 ноября 2007 — народный депутат Украины 6-го созыва от «Блока Юлии Тимошенко», № 62 в списке. Член Комитета по вопросам правовой политики, член Специальной контрольной комиссии по вопросам приватизации. Руководитель депутатской группы по межпарламентским связям с Японией. За все время работы Верховной Рады 6-го созыва присутствовал лишь на 11 заседаниях из 530.  
На парламентских выборах 2012 года баллотировался в народные депутаты как самовыдвиженец по одномандатному мажоритарному округу № 150 в Полтавской области (с центром в городе Комсомольск) и победил, набрав 61,20 % голосов. Член Комитета Верховной Рады Украины по вопросам правовой политики, внефракционный.  
На досрочных парламентских выборах в Украине 2014 года снова баллотировался по округу № 150 путем самовыдвижения, где победил, получив 43,81 % голосов. Член Комитета по вопросам верховенства права и правосудия, внефракционный.  
Кандидат в народные депутаты на парламентских выборах 2019 года (избирательный округ № 150, город Горишние Плавни, часть Автозаводского района г. Кременчуг, Глобинского, Кременчугский районов). Проиграл кандидату от правящей партии «Слуга народа» Алексею Мовчану.

## Подконтрольные предприятия
Группа «Финансы и Кредит» является одной из крупнейших украинских ФПГ. Включает в себя предприятия в сфере металлургии, месторождений железной и ферромарганцевой руды, машиностроения, транспорта, фармацевтики, судостроения, энергетики.
Банк «Финансы и Кредит» основан в 1990 году и по величине активов входит в группу крупнейших банков согласно классификации НБУ. Уставный капитал Банка по состоянию на 1 апреля 2009 года составляет 2 млрд грн. Чистые активы Банка по состоянию на 1 апреля 2009 года составили 18,316 млрд грн., обязательства Банка — 15,840 млрд грн. Кредитный портфель Банка по состоянию на 1 апреля 2009 года достиг 15,880 млрд грн., кредитный портфель физических лиц — клиентов Банка «Финансы и Кредит» по состоянию на 1 апреля 2009 составил 5,983 млрд грн.
По состоянию на 1 апреля 2009 года система Банка «Финансы и Кредит» включает 16 филиалов и 326 безбалансовых отделений во всех областях Украины.
Основными акционерами банка «Финансы и Кредит» по состоянию на 1 апреля 2009 года являются ЗАО «F&C Realty» (46,67 %), ООО «Аскания» (48,88 %) и НАК «Нефтегаз Украины» (0,63 %).
По данным АУБ, на 1 апреля 2009 года банк занимал 13 место по активам и обязательствам среди 162 действовавших в стране.
С Жеваго также связывают люксембургскую компанию Calexco S. A. R. L..

### Бизнес
| Сфера                        | Компании |
| ---------------------------- | --- |
| Строительство и недвижимость | ЗАО «F&C Realty», Гостиница «Салют» Киев, Терминал в порту «Южный» (Одесса), Институт «Киевсоюздорпроект» |
| Энергетика                   | ОАО «Белоцерковская теплоэлектроцентраль», Укрэнергосбыт, Одессаоблэнерго, Украинско-Германское «Мега-моторс», Луганскоблэнерго |
| Химия                        | ЗАО «Росава», ОАО «Кременчугский завод технического углерода», Стахановский завод технического углерода, ООО «Укртехуглерод», Затиснянский химический завод (Закарпатье)                                                                        |
| Машиностроение               | ХК «АвтоКрАЗ», Ужгородский «Турбогаз», Харьковский инструментальный завод, Стахановский вагоностроительный завод, Бердичевский машиностроительный завод «Прогресс», Полтавский автоагрегатный завод                                             |
| Судостроение                 | ЗАО «Киевский судостроительно-судоремонтный завод» (КССРЗ) |
| Металлургия и ресурсы        | Полтавский ГОК (железная руда, окатыш), Skopski Legury (ферросплавы), Ферреэкспо (Швейцария), Электрометаллургический комбинат «Ворскла Сталь» (в процессе строительства), Электрометаллургический завод «Ворскла сталь Дания», Еристовский ГОК |
| Фармакология                 | ОАО «Киевмедпрепарат», ОАО «Гемопласт» (г. Белгород-Днестровский, Одесская область), ОАО «Галичфарм» |
| Продукты питания             | ОАО «Кременчуг-мясо» (ТМ «Фарро») |

## Состояние
| Год  | Оценка состояния (млрд долларов США) | Источник       |
| ---- | ------------------------------------ | -------------- |
| 2012 | 1,8                                  | Kyiv Post      |
| 2021 | 2,4                                  | Forbes Украина |
| 2022 | 1,4                                  | Forbes Украина |

## Конфликт вокруг завода «Залив»
После аннексии Крыма Россией Керченский завод «Залив», принадлежащий Жеваго, стал предметом конфликта. Как сообщил министр промышленной политики Республики Крым Андрей Скрынник, в начале августа 2014 года было принято решение о перерегистрации завода согласно российскому законодательству. Инициативная группа работников завода обвинила владельца завода в незаконном приобретении акций, выводе средств и сокращении рабочих мест. 25 августа 2014 года представители самообороны Крыма заблокировали доступ менеджмента предприятия на рабочие места. Скрынник обвинил владельцев в плохом управлении предприятием.